# 澤昭裕
澤 昭裕（さわ あきひろ、1957年10月2日 - 2016年1月16日）は、日本の行政官、研究組織マネージャー、政策分析研究者。位階は従四位。経済産業省産業技術環境局環境政策課長、資源エネルギー庁資源燃料部政策課長、東京大学先端科学技術研究センター教授等を経て、21世紀政策研究所研究主幹、国際環境経済研究所所長、キヤノングローバル戦略研究所リサーチオーガナイザー、アジア太平洋研究所副所長などを務めた。

## 人物
大阪府出身。大阪府立天王寺高等学校を経て、1981年3月 一橋大学経済学部卒業後、通商産業省入省。通商産業省で通商白書執筆部署（昭和63年版通商白書執筆）、広報課、情報政策関係各課を経て、商工労働部次長として宮城県庁に出向。その後工業技術院人事課長、経済産業研究所研究調整ディレクター、経済産業省産業技術環境局環境政策課長、経済産業省資源エネルギー庁資源燃料部政策課長を歴任。2004年から2008年まで東京大学先端科学技術研究センター教授。経済産業省を退職。2007年から21世紀政策研究所研究主幹。2007年産業環境管理協会環境管理優秀論文賞、著書『エコ亡国論』が2010年度エネルギーフォーラム優秀賞、「精神論ぬきの電力入門」が2012年度エネルギーフォーラム優秀賞及び不動産協会賞を受賞。
経産省在職中に地球温暖化国際交渉、温暖化関連の国内対策などを手がけた経験を生かし、エネルギー、経済、環境などの広範な分野で、NHK日曜討論や朝まで生テレビなどの討論番組、BSフジLIVE プライムニュースなどテレビやニコ動等への出演、新聞主要紙、WEBメディアへの論考執筆を多数行なっている。2011年には産業界の声を発信するWEB上のバーチャル研究所であるNPO法人国際環境経済研究所を立ち上げ、所長に就任。各界からの論考投稿を募っている。
民主党政権の二酸化炭素削減による温暖化対策には批判的だったが、いわゆる地球温暖化「懐疑派」とは一線を画しており、地球が温暖化していないと主張するのではなく、温暖化対策による日本の経済的コスト、国民負担の大きさ、外交政策に問題が多いと警鐘を鳴らしてきた。また、かねてから温暖化対策に偏重したエネルギー政策を批判している。近い将来再生可能エネルギーで大量の需要をまかなうことは困難とする一方、原子力は有力なエネルギー源だが新規増設に困難がともなうことも認める。原発無しでは電力の安定供給が困難になるため、原子力へ過度依存すること無しに安定的なエネルギー源として火力発電の再評価を行ってきた。
2011年の福島第一原子力発電所事故後も同様の観点から、当面の発電エネルギー源として再生可能エネルギーよりも火力（石炭やLNG）シフトが現実的と主張している。WEDGE2011年7月号では、発送電分離ではなく大規模化をという論文、2013年3月号には原子力規制委員会のあり方についての論考を掲載。また同11月号には「原子力問題の総合的解決案」というオピニオンを掲載、電力自由化の環境下での原子力問題を俯瞰的に見つつ、将来の原子力事業環境・体制整備についての詳しい論考になっている。その点をさらに詳述した21世紀政策研究所の報告書「新たな原子力損害賠償制度の構築に向けて」(森嶌昭夫主査、竹内純子副主査委員会による研究報告書)「原子力事業環境・体制整備に向けて」(澤昭裕研究主幹、竹内副主査連名による政策提言)が2013年11月14日に発表された
。
ここ最近では原子力規制委員会や原子力事業者の安全確保への取り組みのあり方について、「原子力安全規制の最適化に向けてー炉規制法の改正を視野にー」、核燃料サイクル政策の今後を考える材料として「核燃料サイクル政策改革に向けて」 を相次いで公表している。
他にも、大学改革、組織運営（特に研究組織）、地方行政、NPOなどについての行政経験と評論がある。
2016年1月16日、膵臓癌のため死去。58歳没。歿後に日本政府より従四位に追叙され、瑞宝小綬章が追贈された。

## 略歴
- 1957年 大阪府生まれ
- 1976年 大阪府立天王寺高等学校卒業
- 1981年 一橋大学経済学部卒業、通商産業省入省
- 1987年 プリンストン大学ウッドローウィルソン行政大学院修了、行政学修士（MPA）、通商産業省通商政策局通商調査室室長補佐
- 1988年　同省大臣官房広報課課長補佐
- 1989年　同省機械情報産業局情報処理振興課課長補佐
- 1991年　同省同局電子政策課課長補佐
- 1993年　同省大臣官房総務課課長補佐
- 1994年　同省通商政策局総務課課長補佐
- 1995年 宮城県商工労働部次長
- 1997年 通商産業省工業技術院人事課長
- 2001年 経済産業研究所研究調整ディレクター
- 2001年 経済産業省産業技術環境局環境政策課長
- 2003年 経済産業省資源エネルギー庁資源燃料部政策課長 兼 燃料政策企画室長
- 2004年 東京大学先端科学技術研究センター教授（-2008年）
- 2007年 21世紀政策研究所研究主幹
- 2009年 国際大学GLOCOM主幹研究員（現在は、特別客員研究員）
- 2009年 キヤノングローバル戦略研究所（CIGS、www.canon-igs.org）リサーチオーガナイザー
- 2010年 （株）国際経済研究所客員研究員
- 2011年 特定非営利活動法人国際環境経済研究所（IEEI、http://ieei.or.jp）所長・副理事長
- 2012年 アジア太平洋研究所副所長

## 著書
- 『エコ亡国論』新潮新書、2010
- 『知らないではすまされない、エネルギーの話——澤昭裕のエネルギー教室』ワック、2012
- 『精神論ぬきの電力入門』新潮新書 2012

### 共著編
- 『民意民力 公を担う主体としてのNPO/NGO』経済産業研究所『公を担う主体としての民』研究グループ共編 東洋経済新報社 経済政策レビュー 2003
- 『地球温暖化問題の再検証 ポスト京都議定書の交渉にどう臨むか』関総一郎共編著 東洋経済新報社 経済政策レビュー 2004
- 『競争に勝つ大学 科学技術システムの再構築に向けて』寺澤達也,井上悟志共編著 東洋経済新報社 経済政策レビュー 2005
- 『無名戦士たちの行政改革 Why Notの風』村尾信尚監修（編）Why Notメンバー著 関西学院大学出版会 2007
- 『カーボン・レジーム 地球温暖化と国際攻防』「環境・持続社会」研究センター編 古沢広祐,亀山康子,足立治郎共著 オルタナ メディアパルムック. オルタナグリーン選書 2010
- 『3.11後日本経済はこうなる!』池田信夫,小黒一正,村上憲郎,小幡績共著 朝日新書 2011
- 『電力システム改革の検証 開かれた議論と国民の選択のために』山内弘隆共編 白桃書房 2015